# Giuseppe Sammartini
Giuseppe Baldassare Sammartini (Milano, 6 gennaio 1695 – Londra, 17 o 23 novembre 1750) è stato un compositore e oboista italiano.
Giuseppe Baldassare Sammartini fu un compositore e uno dei migliori oboisti dei suoi tempi. Nacque a Milano nei primi anni del XVIII secolo secondo alcuni, nel 1695, secondo altri ed era fratello maggiore di Giovanni Battista Sammartini.
Nel 1726 Quantz ebbe modo di ascoltarlo in questa città e fu incantato dal suo talento. L'anno successivo Sammartini si recò a Londra, dove passò il resto della sua vita e morì al servizio del principe di Galles nel 1750. Era stato primo oboista dell'opera italiana. La sua prima raccolta di composizioni, incisa a Londra, consiste in sei sonate per due flauti, ma dovette la sua reputazione principalmente a sei concerti per oboe pubblicati nel 1738 e dodici sonate per due oboi e basso apparse qualche tempo dopo. Otto ouverture e sei concerti grossi furono pubblicati dopo la sua morte da Johnson. Si ha altresì notizia di altre composizioni di Sammartini, stampate ad Amsterdam nei Paesi Bassi.